# Ochyrocera thibaudi
Espèce
Ochyrocera thibaudi est une espèce d'araignées aranéomorphes de la famille des Ochyroceratidae.

## Distribution
Cette espèce est endémique des Petites Antilles. Elle se rencontre en Guadeloupe et à la Dominique. 

## Publication originale
- Emerit & Lopez, 1985 : Ochyrocera thibaudi, n. sp., et autres Ochyroceratidae des Petites Antilles (Araneae). Revue Arachnologique, vol. 6, p. 81-89.